# Aleixo da Rússia
Aleixo (Moscou, 19 de marçojul./ 29 de março de 1629greg. – Moscou, 29 de janeirojul./ 8 de fevereiro de 1676greg.) foi o Czar da Rússia de 1645 até sua morte. Era o filho homem mais velho do czar Miguel I e sua esposa Eudóxia Streshneva. Seu reinado viu as guerras contra a Polônia e a Suécia, o cisma interno da Igreja Ortodoxa Russa e a revolta cossaca de Stenka Razin.